# باسيليكا سان فرانسيسكو
كنيسة سان فرانسيسكو في مدينة لاباز في بوليفيا، هي كنيسة كاثوليكية مكرسة للقسيس فرانسيس الأسيزي . تقع الكنيسة في وسط المدينة، في الساحة التي تحمل اسمها، ساحة سان فرانسيسكو . 
تم بناء المبنى بين 1743-1772  ولكن تم بناء برجه في نهاية القرن التاسع عشر. 

## التاريخ
تم بناؤه بين القرنين السادس عشر والثامن عشر على غرار ما يسمى بأسلوب الأنديز الباروكي . تشمل المعالم البارزة في تاريخها ما يلي: 
- في عام 1548 ، تم تأسيس دير سان فرانسيسكو على طول نهر تشوكويابو بواسطة فراي فرانسيسكو دي موراليس.
- في أغسطس 1549 بدأ بناء أول كنيسة سان فرانسيسكو، والتي اختتمت في 1581.
- بين عامي 1608 و 1612 ، انهارت الكنيسة الأولى نتيجة تساقط الثلوج بكميات كبيرة.
- بين 1743 و 1744 بدأ بناء الكنيسة الحالية.
- في عام 1753 ، تم الانتهاء من إغلاق وسقف قبة الكنيسة.
- في 23 أبريل 1758 ، تم تكريسها .
- في عام 1790 ، تم الانتهاء من الواجهة المنحوتة.
- في عام 1885 ، بدأ بناء برجها الوحيد.
- في عام 1948 ، أُعلن أنها كنيسة صغيرة .
- بين عامي 1950 و 1960 ، تم هدم جزء من الدير وإعادة تشكيل الأذين.
- بين عامي 1965 و 2005 ، تم ترميم الكنيسة، وحُول جزء من الدير متحفا.